# Generation X
Generation X (auch als Gen X abgekürzt) dient seit den frühen 1950er Jahren als schlagwortartige Bezeichnung unterschiedlicher Generationen bzw. Bevölkerungskohorten, denen typische Eigenschaften zugeschrieben werden.

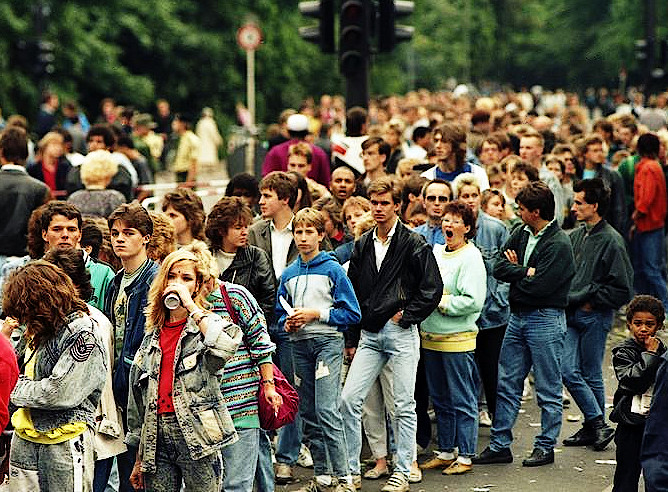
Junge Leute warten auf den Einlass zum Michael-Jackson-Konzert vor dem Reichstag (Berlin, 1988)

Zeitleiste der Generationen

Die Bezeichnung Generation X bezieht sich meist konkret auf die den Baby-Boomern folgende Generation und wird vor allem im anglo-amerikanischen Sprachraum benutzt. Die gängigste Definition umfasst die Jahrgänge 1965 bis 1980, es gibt aber auch abweichende Positionen; so umfasst die Gen X etwa nach den US-amerikanischen Autoren William Strauss und Neil Howe die Jahrgänge 1961 bis 1981. Das McCrindle Research Center bezieht die Generation X auf die Geburtsjahre 1965 bis 1979.
Popularisiert wurde der Ausdruck durch den 1991 erschienenen Roman Generation X von Douglas Coupland, der die Situation der damaligen Teenager und jungen Erwachsenen beschreibt.
Insbesondere in den Vereinigten Staaten von Amerika werden die Angehörigen dieser Alterskohorte als Gen-Xer bezeichnet. In Deutschland wird die Generation X zeitlich und hinsichtlich ihrer Charakterisierung oft nicht präzise gegenüber der Generation Golf abgegrenzt, die daher auch als ihre spezifisch bundesdeutsche Ausprägung gelten kann. Auf die Generation X folgt nach verbreiteter Ansicht die Generation Y, auch Millennials genannt.

## Begriffsgeschichte
Der Begriff Generation X wurde in den frühen 1950er-Jahren von dem US-amerikanischen Fotografen Robert Capa geprägt. Er verwendete das Schlagwort als Titel für eine Fotoreportage über junge Leute, die nach dem Ende des Zweiten Weltkriegs herangewachsen sind. Die Reportage erschien erstmals 1953 in der renommierten britischen Zeitschrift Picture Post.
Ebenfalls in den frühen 1950er-Jahren veröffentlichte das US-amerikanische Holiday Magazine unter der Überschrift Generation X eine Serie von Artikeln über die US-amerikanische Jugend dieser Zeit. Mitte der 1960er-Jahre führten die beiden britischen Soziologen Charles Hamblett und Jane Deverson eine Studie durch, in der es um die Mods und Rocker in Großbritannien ging und die unter dem Titel Generation X veröffentlicht wurde.

## Charakterisierung
Nach Einschätzung des Autors des Romans Generation X, Douglas Coupland, ist für jene Generation charakteristisch, dass ihr prophezeit wurde, dass sie sich erstmals ohne Kriegseinwirkung mit weniger Wohlstand und ökonomischer Sicherheit begnügen müsse als die Elterngenerationen, aber andererseits für deren ökonomische und ökologische Sünden büße. Ursprünglich sollte der Begriff Generation X andeuten, dass sich diese Generation bislang erfolgreich der Benennungswut von Werbeindustrie und journalistischem Gewerbe entzogen habe.
Couplands Buch erreichte die Bestsellerlisten und der Titel wurde zum Schlagwort für die bis dahin unbenannte Generation. Coupland stellt dem eingeschliffenen Lebensstil aus gesellschaftlichen und ökonomischen Zwängen eine Lessness (von englisch less ‚weniger‘) genannte Philosophie gegenüber, die den Wert des Lebens nicht an der Anhäufung von Statussymbolen misst. Das neue
Wertsystem wird auch ironisch als „exhibitionistische Bescheidenheit“ bezeichnet. Aufgrund dieses Lebensgefühls der Konsumverweigerung würde Couplands Generation X (z. B. von der Seattle Times) in Anlehnung an Gertrude Stein auch als „Lost Generation der Neunziger“ bezeichnet. Coupland stützt seine Beobachtungen am Ende des Buches mit einigen Statistiken und Zitaten aus verschiedenen Zeitschriften.
Soziologen verweisen darauf, dass die Angehörigen der Generation X die ersten Kinder im 20. Jahrhundert gewesen seien, bei denen regelmäßig beide Eltern berufstätig waren, ohne dass es (zumindest in den westlichen Ländern) bereits außerfamiliäre Betreuungsmöglichkeiten für sie gab. Das Phänomen der Schlüsselkinder, die nach Unterrichtsende oft mehrere Stunden ohne Aufsicht durch Erwachsene verbrachten, sei daher in den 1970er und 1980er Jahren in den westlichen Industrienationen ungewöhnlich weit verbreitet gewesen. Dies habe einerseits vielfach zu einem Gefühl der Verlorenheit, andererseits aber zu größerer Eigenständigkeit geführt. Musik und Kinofilme spielten eine große Rolle für viele der damals Heranwachsenden, während das Angebot an Fernsehprogrammen begrenzt war, Computerspiele noch in den Kinderschuhen steckten und Internet und Smartphones noch nicht existierten. In den 1990ern wurden der Generation X oftmals Zynismus und Nihilismus vorgeworfen; tatsächlich war die damalige Populärkultur stark von Ironie geprägt.

## Trivia
1976 wurde die britische Punkband Generation X gegründet. Die Gründungsmitglieder waren Angehörige der Generation der Baby Boomer.